# Any Geofísic Internacional
L'Any Geofísic Internacional (en anglès: International Geophysical Year (IGY)) va ser un projecte científic internacional que es va estendre des de l'1 de juliol de 1957, al 31 de desembre de 1958. Va marcar la fi, després de la mort de Stalin, d'un llarg període de la Guerra Freda quan l'intercanvi científic entre occident i els països de l'est va quedar seriosament interromput. Hi van participar 67 estats amb l'excepció de la Xina comunista (la qual protestava així per la incorporació de Taiwan). Es va acordar nomenar al belga Marcel Nicolet com a secretari general de l'organització.
Tant els Estats Units com la Unió Soviètica llançaren satèl·lits artificials per aquest esdeveniment, la Unió Soviètica enlairà el primer satèl·lit artificial Spútnik 1 el 4 d'octubre de 1957. També es va descobrir el Cinturó de Van Allen i les dorsals oceàniques que confirmaven la teoria de la tectònica de plaques. També es va detectar la radiació corpuscular solar que pot ser molt perillosa en els vols espacials.
Els orígens de l'Any Geofísic Internacional estan en l'Any Polar Internacional, que tingueren lloc el 1882-1883, 1932–1933, i després el 2007-2009. El març de 1950, Lloyd Berkner i altres científics reunits proposaren al International Council of Scientific Unions que es planegés un Any Geofísic Internacional per a 1957-58, que era un període de màxima activitat solar.

## Antàrtida

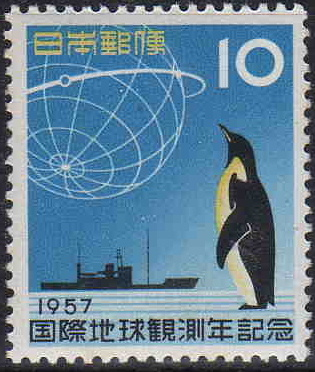
Segell japonès commemoratiu

L'Estació de Recerca Halley es va fundar l'any 1956, per part del IGY, en una expedició de la Royal Society. La badia Halley on es va establir la base va rebre aquest nom en honor de l'astrònom Edmond Halley.
El Japó hi participà amb el trencagels Sōya que arribà al'Antàrtida el 29 de gener de 1957. Es va construir l'estació japonesa de Showa.
França contribuí amb l'Estació Dumont d'Urville i l'Estació Charcot a la Terra d'Adèlia
L'Estació Amundsen–Scott va ser erigida com la primera estructura permanent al pol sud el gener de 1957.